# Karlheinz Schönswetter
Karlheinz Schönswetter (* 13. Februar 1941 in Wien; † 18. Juli 2006 in St. Georgen bei Salzburg) war ein österreichischer Künstler.

## Leben

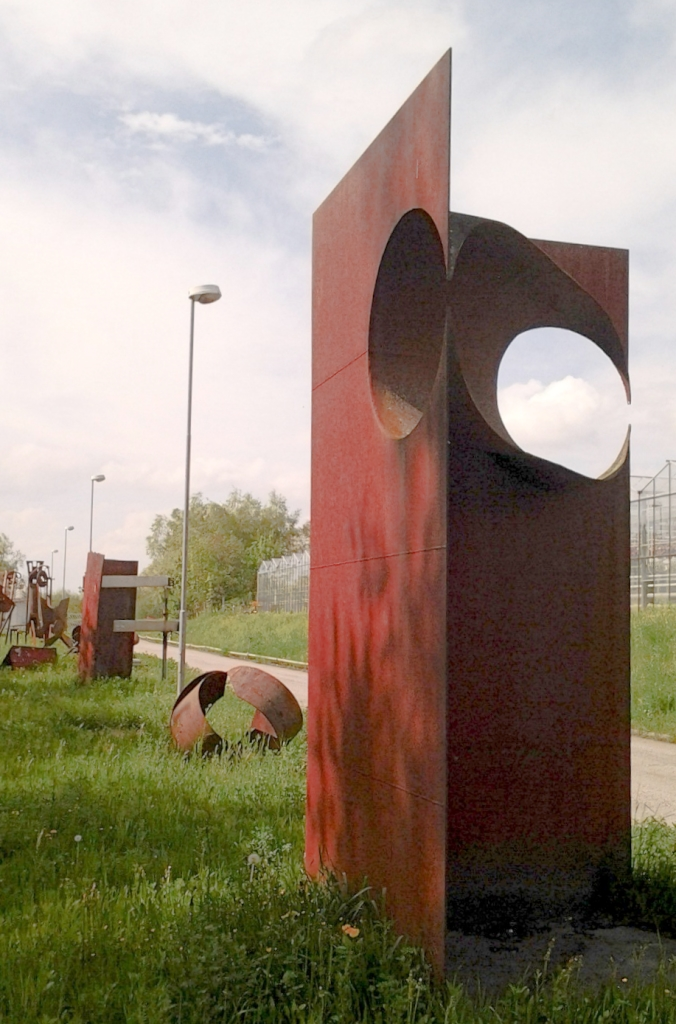
Beispiel für die Stahlskulpturen, wie sie im Rahmen der Stahlsymposien unter Karlheinz Schönswetter hergestellt wurden und im Stahlpark Riedersbach zu sehen sind.

Schönswetter verbrachte seine Jugend im Pongau. Er besuchte die Lehrerbildungsanstalt Salzburg und war Volksschullehrer in Tarsdorf, Hauptschullehrer in Ostermiething und St. Pantaleon und 1981 bis 1989 Hauptschuldirektor in St. Pantaleon.
Von 1989 bis 1994 war er freischaffender Kunst- und Kulturberater. 1988 gründete er Kunst in der Kraftwerk-Galerie in Riedersbach. Ab 1988 war er Leiter der Stahlsymposien im Kraftwerk Riedersbach. Zahlreiche Werke davon sind als Exponate im Stahlpark Riedersbach frei zugänglich.
1996 richtete er in der ehemaligen Volksschule in St. Radegund das Farbwerk ein. 2005 wurde er Vorsitzender der Georg-Rendl-Gesellschaft. Seit Anfang der 1980er Jahre lebte er in seinem Haus am Weiher in Sankt Georgen bei Salzburg.
2003 erhielt er mit Kunigunde Schönswetter den St.-Anna-Preis.